# (6167) Narmanskij
(6167) Narmanskij est un astéroïde de la ceinture principale.

## Description
(6167) Narmanskij est un astéroïde de la ceinture principale. Il fut découvert le 27 août 1979 à Naoutchnyï par Nikolaï Tchernykh. Il présente une orbite caractérisée par un demi-grand axe de 2,40 UA, une excentricité de 0,20 et une inclinaison de 1,6° par rapport à l'écliptique.

## Compléments